# Нічний народ
«Нічний народ» (англ. Nightbreed) — американський фільм жахів 1990 року, знятий за мотивами оповідання Клайва Баркера «Кабал», режисером якого сам Баркер і виступив.
У фільмі йдеться про Аарона Буна, психічно хворого чоловіка, звинуваченого в серії вбивств. У відчаї він дізнається про приховане місто Мідіан і «нічний народ», серед якого сподівається знайти прихисток.

## Сюжет
Аарону Буну періодично сняться кошмари про місце під назвою Мідіан. Його дівчина Лорі Вінстон заохочує його поновити лікування в психіатра Філіпа Декера. Тим часом серійний вбивця скоює серію масових убивств. Коли Бун повертається в офіс Декера, то з жахом дізнається, що саме ці вбивства йому снилися. Декер переконує Буна, що він вбивця, закликає здатися поліції та приймати літій, але насправді дає Буну ЛСД.
Буна забирають до лікарні, де інший пацієнт на ім'я Нарцис розповідає про Мідіан і пояснює, де він знаходиться. Нарцис здирає собі обличчя, а Бун тікає з лікарні, поки персонал відволікся. В описаному місці Бун знаходить лише кладовище, де й засинає. Вночі він стикається з жахливими істотами, які сперечаються про те, чи варто йому там бути. Бун стверджує, що він вбивця, але вони стверджують, що це не так. Одне з чудовиськ намагається з'їсти Буна, але той тікає.
Втікши з кладовища, Бун стикається з поліцією, яку веде Декер. Психіатр підмовляє поліцію застрелити Буна. Та в морзі Бун оживає, бо на кладовищі його вкусило чудовисько, перетворивши на напівлюдину. Бун повертається до Мідіану і дізнається про «нічний народ», який там живе у таємному місті. Пройшовши через ритуал на честь їхнього божества Бафомета, Бун входить до «нічного народу».
Лорі розшукує Буна, а за нею слідує Декер, який є справжнім серійним убивцею і підставив Буна, щоб розшукати «нічний народ». Він намагається виманити Буна з Мідіану, взявши Лорі в заручниці, але Бун рятує її, забравши в Мідіан. Істоти «нічного народу» пояснюють, що вони нікому не шкодили, поки люди не спробували їх винищити. Тому вони не терплять присутності людей і виганяють Лорі та Буна.
Обоє поселяються в мотелі, але виявляють, що Декер був там і вбивав людей у сусідній кімнаті. Буна заарештовують за вбивства Декера, і лікар переконує поліцію штурмувати Мідіан, щоб винищити «нічний народ» раз і назавжди.
Поки поліція прямує до Мідіану, кілька істот «нічного народу» визволяють Буна з в'язниці. Між «нічним народом» і поліцією починається битва. Декер стикається з Буном і гине. Бун шукає Бафомета, а коли знаходить, божество пояснює, що знищення Мідіану — це доля, яку Бун повинен був здійснити. Бафомет доручає Буну знайти новий дім для «нічного народу» й дає йому нове ім'я Кабал.
Вирішивши залишитися з Буном, Лорі скоює самогубство, і Бун воскрешає її, вкусивши. Він обіцяє «нічному народу», що виконає заповіт Бафомета.
На руїнах Мідіану священник Ешберрі стоїть перед трупом Декера і заявляє, що хоче помститися Бафомету та його прибічникам. Коли він проливає кров Бафомета на рану Декера, той з криком оживає, а Ешберрі вигукує «Алилуя!».

## У ролях
| Актор                 | Роль                  |
| --------------------- | --------------------- |
| Крейг Шеффер          | Аарон Бун / Кабал     |
| Енн Боббі             | Лорі Вінстон          |
| Девід Кроненберг      | доктор Філіп К. Декер |
| Чарльз Хейд           | капітан Ейджерман     |
| Х'ю Куарши            | детектив Джойс        |
| Х'ю Росс              | Нарцис                |
| Даг Бредлі            | Дірк Лілесберг        |
| Катрін Шевальє        | Рейчел                |
| Малкольм Сміт         | Ешбері                |
| Боб Сессіонс          | Петтіне               |
| Олівер Паркер         | Пелокін               |
| Дебора Вестон         | Шеріл Енн             |
| Ніколас Вінс          | Кінскі                |
| Саймон Бемфорд        | Онака                 |
| Кім Робертсон         | Бабетта               |
| Ніна Робертсон        | Бабетта               |
| Крістін МакКоркіндейл | Шуан Каччі            |
| Тоні Блуто            | Лерой Гомм            |
| Вінсент Кін           | Девіл Люд             |
| Бернард Генрі         | Бафомет               |
| Річард Ван Сполл      | Барабанщик            |
| Девід Янг             | Отіс і Клей           |

## Сприйняття
Агрегатор рецензій Rotten Tomatoes повідомляє, що 51 % критиків дали позитивну рецензію фільму; середня оцінка складає 5,6 з 10. Консенсус сайту стверджує: «Фантастична побудова світу „Нічного народу“ і вражаючий дизайн створінь не зрівняються з його незграбним, нерівним сюжетом».
Образ «нічного народу» часто трактується як метафора квір- та ЛГБТ-спільноти. У 1997 році американський письменник і дослідник квір-тематики в мистецтві Гаррі М. Беншофф назвав «Нічний народ» «Одним із перших фільмів жахів, де чітко встановлено зв'язок між монстрами та активістською політикою квір-спільноти». Режисер Алехандро Ходоровский назвав цей фільм «першою справжньою гей-епопеєю у жанрі фентезі жахів», хоча вважав, що центральною темою є незавершені стосунки між лікарем і пацієнтом. У 2019 році Трейс Турман з сайту Bloody Disgusting писав, що «нічний народ», зображений у фільмі, «представляє квірів або будь-яке інше втаємничене товариство „інших“, про яке тільки можна подумати».